# Завалівка
Зава́лівка — село Макарівської селищної громади Бучанського району Київської області. Площа населеного пункту становить 111,8 га, кількість дворів — 131. Кількість населення — 183 особи.

## Історія
У селі розкопками виявлено пам'ятки неолітичної Дніпро-донецької культури.
За легендою, село зветься Завалівкою тому, що на місці села були непрохідні хащі, а вздовж них тягнувся високий Змієвий вал.
З польських архівів відомо, що власник Макарова Самуель Лящ після 1638 року під самою Ситняковщиною на землі рожівській осадив село Завалівку, яка була так названа через те, що знаходиться за трьома валами.
З початку XVIII ст. Завалівка входила до складу с. Ситняки, вона вважалася хутором. Пізніше була викуплена макарівським власником Ксаверієм Павшою. Потім власниками були: капітанша Л. А. Шульгіна, майор А. Л. Карпович, пан Красовський, поміщик Олександр Олександрович Кіх до 1917 р.
10 липня 1941 р. село було частково окуповане нацистами, а 17 липня — повністю ними захоплене. Визволення села відбулося 8 листопада 1943 р.

## Населення

### Мова
Розподіл населення за рідною мовою за даними перепису 2001 року:
| Мова       | Кількість | Відсоток |
| ---------- | --------- | -------- |
| українська | 192       | 99.48%   |
| російська  | 1         | 0.52%    |
| Усього     | 193       | 100%     |

## Галерея

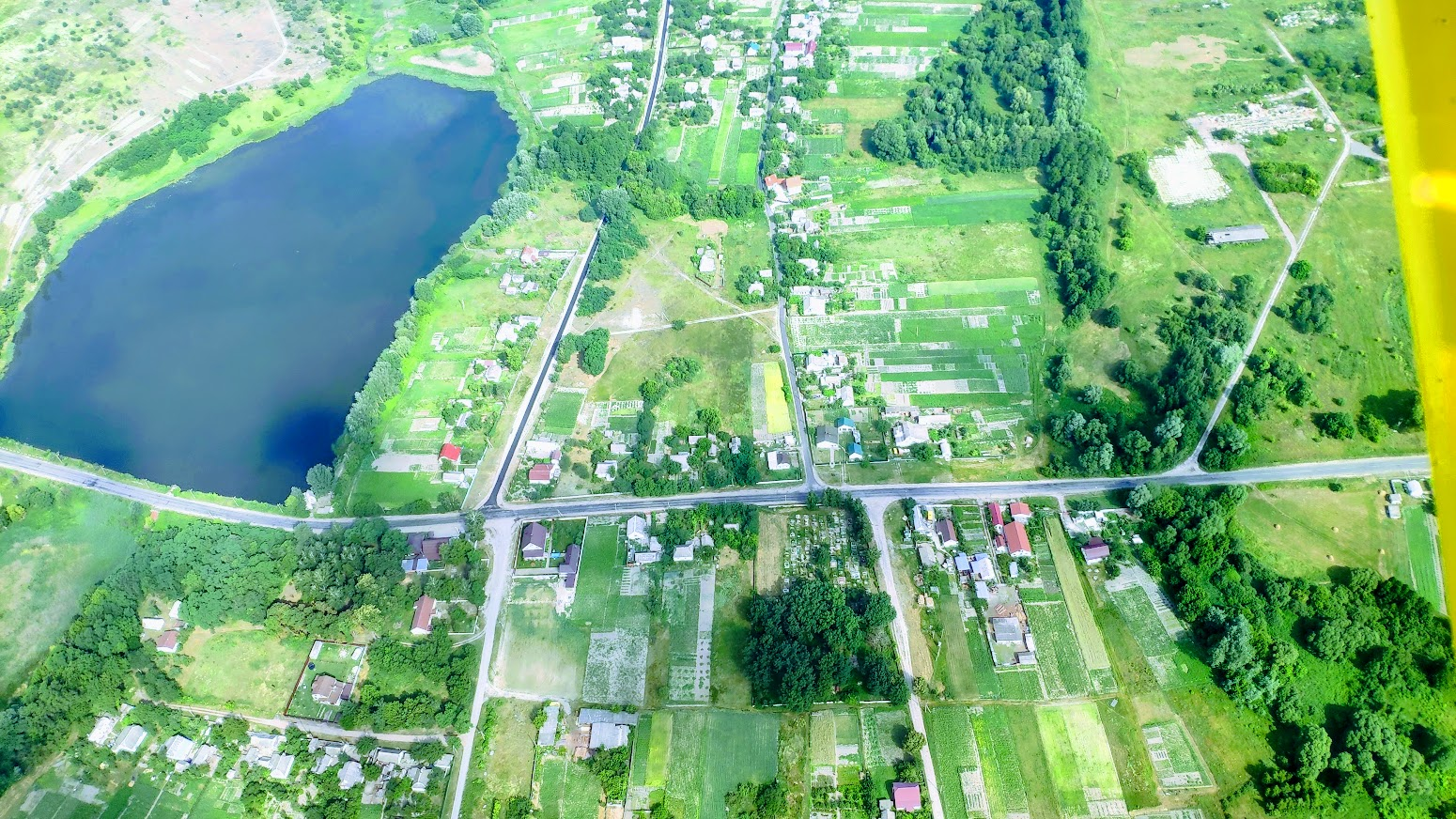
Завалівка з висоти пташиного польоту.